# Bajva
Bajva è una suddivisione dell'India, classificata come census town, di 9.118 abitanti, situata nel distretto di Vadodara, nello stato federato del Gujarat. In base al numero di abitanti la città rientra nella classe V (da 5.000 a 9.999 persone).

## Geografia fisica
La città è situata a 22° 19' 06 N e 73° 06' 46 E.

## Società

### Evoluzione demografica
Al censimento del 2001 la popolazione di Bajva assommava a 9.118 persone, delle quali 4.788 maschi e 4.330 femmine. I bambini di età inferiore o uguale ai sei anni assommavano a 1.070, dei quali 610 maschi e 460 femmine. Infine, coloro che erano in grado di saper almeno leggere e scrivere erano 6.221, dei quali 3.623 maschi e 2.598 femmine.